# Marc Sautet
Marc Sautet (1947–1998) va ser un escriptor, mestre, traductor, i filòsof francès. Ell era un Doctor de Filosofia a l'Institut d'Estudis Polítics de París. Sautet era un antic trotskista que edità molts llibres de filosofia alemanya i del filòleg Friedrich Nietzsche. Sautet va mostrar que Nietzsche era un precursor del seu temps.
Sautet es diversificà de la seva carrera acadèmica normal, com a professor, donant serveis de consulta filosòfica als empresaris en el districte de Le Marais a París al voltant de 1990 a 1991. Va obrir la seva "agència de filosofia" cobrant unes tarifes de consulta d'uns 300 francs l'hora, una quantitat similar a un psicoanalista professional de l'època. Açò no va ser una empresa reeixida de Sautet, però això no obstant, el va portar a establir la filosofia informal per al ciutadà del carrer en els cafès de París a partir de 1992. Ell va anomenar aquest moviment com el "cafè de Sòcrates", el qual es va convertir en el títol d'un llibre que ell va escriure en el 1995.
Sautet semblà d'haver estat una persona agradable que va influir considerablement els altres. Ell desitjava que la seva filosofia de cafès estigués adreçada a totes les persones per així fomentar la llibertat de pensament independentment del seu origen. Ell no volia poder, diners, ni fomentar cap religió per influir en les discussions. En va voler reviure el mètode socràtic a les trobades. Ell afirmava, Jo ajude als meus clients a estructurar els seus pensaments. Estic ací per alimentar els seus dubtes i plantejar les preguntes correctes, no subministrar les respostes.
Sautet va considerar el seu treball com una pràctica de la medicina. Ell desitjava per curar la civilització europea del deteriorament moral. Va seguir amb passió els esdeveniments internacionals, especialment a Europa. Sautet volia portar els problemes quotidians de la gent i les idees a néixer. En el 1992 Sautet fundà el Café Philosophique ("cafe-philo").